# Штурм (посёлок)
Штурм — посёлок в Красногвардейском районе (муниципальном округе) Ставропольского края России.

## География
По автомобильной дороге расстояние до краевого центра — 140 км, расстояние до районного центра — 28 км.

## История
По данным администрации сельсовета, появление посёлка Штурм относится к 1932 году, когда «было принято решение свиносовхоз „Коммунар“ разделить на 2 хозяйства».
В соответствии с Указом Президиума Верховного Совета РСФСР от 21 сентября 1964 года посёлок Третье отделение совхоза «Коммунар» был переименован в посёлок Штурм. Выбор нового названия объяснялся тем, что жители этого населённого пункта «ударно трудились и всего добивались „штурмом“».
До 24 мая 1990 года посёлок входил в Коммунаровский сельсовет.
24 мая 1990 года решением Президиума Ставропольского краевого Совета народных депутатов был образован Штурмовский сельсовет с центром в посёлке Штурм, включающий посёлки Штурм и Краснооктябрьский.
До 16 марта 2020 года посёлок был административным центром упразднённого Штурмовского сельсовета.

## Население
| 1989  | 2002  | 2010  | 2011  | 2012  | 2013  | 2014  |
| ----- | ----- | ----- | ----- | ----- | ----- | ----- |
| 992   | ↗1043 | ↗1054 | ↘1050 | ↘1049 | ↘1030 | ↘1018 |
| 2015  | 2016  | 2017  | 2018  | 2019  | 2020  | 2023  |
| ↘1004 | ↘981  | ↘963  | ↘959  | ↘931  | ↗932  | ↘781  |

По данным переписи 2002 года в национальной структуре населения преобладают русские (93 %).

## Инфраструктура
- Культурно-досуговый центр.
- Фельдшерско-акушерский пункт[21]
- Общественное открытое кладбище площадью 7000 м². Расположено в 700 м к северо-западу от посёлка[22].

## Улицы посёлка
- ул. Административная
- ул. Дачная
- ул. Комсомольская
- ул. Красная
- ул. Мира
- ул. Московская
- ул. Новая
- ул. Октябрьская
- ул. Партизанская
- ул. Пензенская
- ул. Садовая
- ул. Самарского
- ул. Спортивная
- ул. Тамбовская
- ул. Строительная
- ул. Юбилейная

## Образование
- Детский сад № 14 «Улыбка».
- Средняя общеобразовательная школа № 13.

## Люди, связанные с посёлком
- Стригуновская Алла Дмитриевна — свинарка, кавалер ордена Знак Почёта.